# Caisse d'assurance retraite et de la santé au travail
Les caisses d'assurance retraite et de la santé au travail (Carsat) sont des organismes du régime général de sécurité sociale de France métropolitaine ayant une compétence régionale. Les Carsat ont succédé, au 1er juillet 2010, aux  caisses régionales d'assurance maladie (Cram). Les Carsat exercent leurs missions dans les domaines de l'assurance vieillesse et de l'assurance des risques professionnels (accidents du travail et maladies professionnelles). L'Île-de-France constitue un cas particulier et n'a pas de Carsat puisque c'est la Caisse nationale d'assurance vieillesse (CNAV) qui y assure cette fonction.

## Histoire
Créées en 1945, les Caisses régionales d'assurance maladie (Cram) étaient chargées de coordonner, dans certains domaines, l'action de la caisse primaire d'assurance maladie (CPAM), mais leurs activités s'exerçaient surtout dans l'assurance vieillesse et des risques professionnels. 
En 2010, ayant transféré ce qui relevait encore de l'Assurance maladie aux Agences Régionales de Santé, la loi HPST attribue à ces caisses le nouveau nom de « Caisses d'assurance retraite et de la santé au travail » (Carsat).

## Statut et organisation
Chaque caisse d'assurance retraite et de santé au travail est un organisme de droit privé chargé d'une mission de service public. Elle est administrée par un conseil d'administration de vingt-et-un membres dont huit représentants des syndicats de salariés et huit représentants de syndicats d'employeurs, un représentant de la Fédération nationale de la mutualité française (FNMF) et quatre personnalités qualifiées dont un représentant les retraités. Un représentant des associations familiales et trois représentants du personnel siègent également avec voix consultative.
Auprès du conseil d'administration siègent :
- des commissions de branche professionnelle pour la prévention des risques professionnels de chaque branche (comités techniques régionaux ou CTR),
- une commission régionale des accidents du travail et des maladies professionnelles (ou CRATMP).

Ces deux commissions comprennent paritairement des représentants des salariés et des employeurs.
Chaque caisse est en relation avec la Caisse nationale de l'assurance vieillesse des travailleurs salariés (Cnav) et la Caisse nationale de l'assurance maladie des travailleurs salariés (Cnam-ts), qui sont deux des organismes nationaux du régime général de Sécurité sociale et ont le statut d’établissement public à caractère administratif.
La CARSAT d'Alsace Moselle a été créée en 2012 du fait des statuts spécifiques, hérités successivement des droits allemands et français, des CRAV et CRAM d'Alsace Moselle. Seuls les deux Conseils d'Administration de ces organismes pouvaient souverainement décider de leur fusion, et une loi devait la valider.

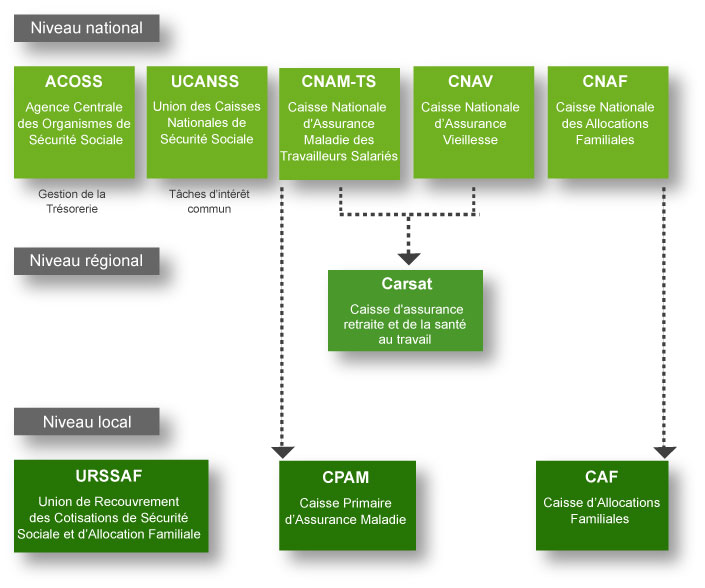
Place des Carsat dans le régime général de sécurité sociale

## Missions
Les missions des Carsat sont précisées à l’article L. 215-1 du code de la sécurité sociale. Cet article précise que les Carsat ont pour mission :
- d’enregistrer et contrôler les données nécessaires à la détermination des droits à la retraite des assurés du régime général. Elles liquident et servent les pensions résultant de ces droits. Elles informent et conseillent les assurés et leurs employeurs sur la législation de l’assurance vieillesse ;
- d’intervenir dans le domaine des risques professionnels, en développant et en coordonnant la prévention des accidents du travail et des maladies professionnelles et en concourant à l’application des règles de tarification des accidents du travail et des maladies professionnelles et à la fixation des tarifs ;
- de mettre en œuvre les programmes d’action sanitaire et sociale définis par les caisses nationales mentionnées aux articles L. 221-2 [5] et L. 224-4[6] ;
- d’assurer un service social à destination des assurés sociaux de leur circonscription ;
- d’assurer les tâches d’intérêt commun aux caisses de leur circonscription.

## Cas particulier de l'Île-de-France
En Île-de-France, la compétence en matière d'assurance vieillesse n'a jamais été de la Cram, le nom n'a donc pas été modifié par la réforme du 1er avril 2010 (loi HPST). Dans cette région, les retraites sont gérées par la Caisse nationale de l'assurance vieillesse des travailleurs salariés. La Caisse régionale d'assurance maladie exerce les autres missions des Carsat.